# Psychotria pilosa
Psychotria pilosa är en måreväxtart som beskrevs av Hipólito Ruiz López och Pav.. Psychotria pilosa ingår i släktet Psychotria och familjen måreväxter. Inga underarter finns listade i Catalogue of Life.